# Spoorlijn Köln Hohenzollernbrücke - Bonn
De spoorlijn Köln Hohenzollernbrücke - Bonn ook wel Rheinuferbahn genoemd is een Duitse lokaalspoorlijn als spoorlijn onder beheer van Köln-Bonner Eisenbahn (KBE), een deel onder beheer van Häfen und Güterverkehr Köln (HGK).

## Geschiedenis
Het traject werd door de Cöln-Bonner Kreisbahnen in september 1905 geopend. Het traject is twee keer verlegd, aanvankelijk reden de treinen vanaf het Ellerbahnhof door de Ellerstraße naar de Rheinuferbahnhof. In 1954 werd er een verbinding geopend vanaf Bonn Nord om ter hoogte van Propsthof Nord aan te sluiten op de lijn Köln Barbarossaplatz - Bonn. Bij de aanleg van de Bundesautobahn 565 in 1968 is dit gedeelte weer gesloten en het huidige tracé geopend.
Op 12 augustus 1978 werd het vervoer door Stadtbahnwagen B-voertuigen uit zowel Keulen als Bonn overgenomen en kreeg de lijn het lijnnummer 16. Het traject tussen Hohenzollernbrücke en Ubierring werd stilgelegd en de lijn werd verlegd door de tunnels onder binnenstad naar de rechter Rijnoever in het stadsdeel Mülheim.

## Treindiensten
De bedrijfsvoering van de Cöln-Bonner Kreisbahnen werd in 1922 overgenomen door de Köln-Bonner Eisenbahn (KBE). De infrastructuur van de Köln-Bonner Eisenbahn (KBE) werd op 1 juli 1992 overgenomen door de Häfen und Güterverkehr Köln (HGK).

## Aansluitingen
In de volgende plaatsen was of is er een aansluiting op de volgende spoorlijnen:
Keulen
DB 2644, spoorlijn tussen Köln Eifeltor en Köln Hafen
Stadtbahn van Keulen
Wesseling
DB 9264, spoorlijn tussen Wesseling-Berzdorf en Köln-Godorf Hafen
DB 9268, spoorlijn tussen Wesseling-Berzdorf en Wesseling
Bonn
DB 9261, spoorlijn tussen Köln Barbarossaplatz en Bonn
DB 9265, spoorlijn tussen Hersel en Bonn-Bendenfeld
Stadtbahn van Bonn

## Elektrische tractie
Het traject werd vanaf 1905 geëlektrificeerd met een spanning van 950 volt gelijkspanning, en na 1930 met 1200 volt gelijkspanning.
In 1975 werd de spanning – aansluitend op de stadstram in Keulen en de stadstram in Bonn – verlaagd tot 750 volt gelijkspanning.